# جمعية غلغت-بلتستان التشريعية
جمعية غلغت-بلتستان التشريعية، هي برلمان من مجلس واحد يضم 33 مقعدًا من الممثلين المنتخبين لشعب غلغت-بلتستان.
أُجريت انتخابات غلغت-بلتستان الثالثة في 15 نوفمبر 2020.

## التاريخ
تم تشكيل الجمعية التشريعية لغلغت-بلتستان كجزء من أمر تمكين غلغت-بلتستان والحكم الذاتي لعام 2009 والذي منح المنطقة الحكم الذاتي ومجلس تشريعي منتخب. عقدت أول انتخابات تشريعية في 12 نوفمبر 2009 وفاز حزب الشعب الباكستاني بـ 20 مقعدًا.

## قائمة
| الترتيب         | الفترة                   |
| --------------- | ------------------------ |
| الجمعية الأولى  | نوفمبر 2009 - أبريل 2015 |
| الجمعية الثانية | يونيو 2015 - يونيو 2020  |
| الجمعية الثالثة | نوفمبر 2020 – الآن       |

## رؤساء المجلس
| م | الاسم                | الفترة                         |
| - | -------------------- | ------------------------------ |
| 1 | مير وزير بيك         | 11 ديسمبر 2009 - 23 يونيو 2015 |
| 2 | الحاج فداء محمد نشاد | 24 يونيو 2015 - 25 نوفمبر 2020 |
| 3 | أمجد زيدي            | 26 نوفمبر 2020 - الآن          |

## رؤساء وزراء غلغت-بلتستان
| م | الاسم                | بداية الفترة   | نهاية الفترة   | الحزب السياسي / ملاحظات           |
| - | -------------------- | -------------- | -------------- | --------------------------------- |
| 1 | سيد مهدي شاه         | 11 ديسمبر 2009 | 11 ديسمبر 2014 | حزب الشعب الباكستاني              |
| . | شير جيهان مير        | 12 ديسمبر 2014 | 26 يونيو 2015  | قائم بالإعمال                     |
| 2 | حافظ حفيظ الرحمن     | 26 يونيو 2015  | 23 يونيو 2020  | الرابطة الإسلامية الباكستانية (ن) |
| . | مير أفضل             | 24 يونيو 2020  | 30 نوفمبر 2020 | قائم بالإعمال                     |
| 3 | محمد خالد خورشيد خان | 30 نوفمبر 2020 | الآن           | حركة الإنصاف الباكستانية          |

## قادة المعارضة
| م | الاسم           | بداية الفترة   | نهاية الفترة   | الحزب السياسي / ملاحظات           |
| - | --------------- | -------------- | -------------- | --------------------------------- |
| 1 | بشير أحمد       | 11 ديسمبر 2009 | 11 ديسمبر 2014 | الرابطة الإسلامية الباكستانية (ق) |
| 2 | محمد شافي       | 26 يونيو 2015  | 23 يونيو 2020  | حركة باكستان الإسلامية            |
| 3 | أمجد حسين عازار | 30 نوفمبر 2020 | الآن           | حزب الشعب الباكستاني              |

## الانتخابات

### انتخابات 2009
في انتخابات عام 2009، فاز حزب الشعب الباكستاني بـ 20 مقعدًا، وجمعية علماء الإسلام بأربعة مقاعد، والرابطة الإسلامية الباكستانية (ق) بثلاثة مقاعد.
| الحزب                             | انتخب | محجوز | المجموع |
| --------------------------------- | ----- | ----- | ------- |
| حزب الشعب الباكستاني              | 14    | 6     | 20      |
| جمعية علماء الإسلام               | 2     | 2     | 4       |
| الرابطة الإسلامية الباكستانية (ق) | 2     | 1     | 3       |
| الرابطة الإسلامية الباكستانية (ن) | 2     | 0     | 2       |
| جبهة بالاوارستان الوطنية          | 1     | 0     | 1       |
| حركة متحدة قومي                   | 1     | 0     | 1       |
| آخرون                             | 2     | 0     | 2       |
| المجموع                           | 24    | 9     | 33      |

### انتخابات 2015
في انتخابات عام 2015، فازت الرابطة الإسلامية الباكستانية (ن) بـ 22 مقعدًا،  وحركة باكستان الإسلامية بأربعة مقاعد ومجلس وحدة المسلمين بثلاثة مقاعد.
| الحزب                             | انتخب | محجوز | المجموع |
| --------------------------------- | ----- | ----- | ------- |
| الرابطة الإسلامية الباكستانية (ن) | 16    | 6     | 22      |
| حركة باكستان الإسلامية            | 2     | 2     | 4       |
| مجلس وحدة المسلمين                | 2     | 1     | 3       |
| حزب الشعب الباكستاني              | 1     | 0     | 1       |
| حركة الإنصاف الباكستانية          | 1     | 0     | 1       |
| جبهة بالاوارستان الوطنية          | 1     | 0     | 1       |
| جمعية علماء الإسلام               | 1     | 0     | 1       |
| آخرون                             | 0     | 0     | 0       |
| المجموع                           | 24    | 9     | 33      |

### انتخابات 2020
| الحزب                             | انتخب | محجوز | المجموع |
| --------------------------------- | ----- | ----- | ------- |
| حركة الإنصاف الباكستانية          | 16    | 6     | 22      |
| حزب الشعب الباكستاني              | 3     | 2     | 5       |
| الرابطة الإسلامية الباكستانية (ن) | 2     | 1     | 3       |
| مجلس وحدة المسلمين                | 1     | 0     | 1       |
| جمعية علماء الإسلام               | 1     | 0     | 1       |
| مستقل                             | 1     | 0     | 1       |
| المجموع                           | 24    | 9     | 33      |